# أليكس راندو
أليكس راندو (بالإنجليزية: Alex Rando)‏ هو لاعب كرة قدم أمريكي، ولد في 15 أبريل 2001 في نيويورك في الولايات المتحدة. لعب مع Stanford Cardinal men's soccer ‏.